# Дивний сад
«Дивний сад» (рос. «Дивный сад») — радянська кінокомедія (інша назва: «Дивовижний сад»), знята в 1935 році на студії «Українфільм».

## Сюжет
Десятирічний хлопчик Льоня виступає на імпровізованому концерті з аматорським оркестром юних музикантів, в якому є першою і єдиною скрипкою. На концерті Льоню помічає професор і пропонує йому місце у своїй музичній школі. Хлопчик починає серйозно займатися музикою.
Через рік багато учнів досягли високих результатів завдяки професору. Хлопці не тільки вчилися, професор організовував їх дозвілля: розваги та ігри. Так «вирощували квіти в чудовому саду». Одного разу, забираючи свої «самовари» (так називалися у фільмі неблагородні інструменти) у скрипкового майстра після реставрації, артисти цирку чують гру Льоні і пропонують йому піти працювати до них в цирк, пообіцявши хлопчикові швидкий успіх у публіки і хороший заробіток. Льоня погоджується, але припускається помилки: він не погодив цей крок з професором. Той, повернувшись після літнього відпочинку, бачить фотографію хлопчика на цирковому параді і шокований цим.
Професор приходить на одну з репетицій хлопчика в цирку і намагається пояснити йому, що той чинить неправильно і Льоні потрібно повернутися до систематичних занять в школі. Мати Льоні не дозволяє хлопчикові продовжити заняття з професором. Льоня продовжує виступати в цирку. Піонервожата і друзі Льоні забирають його з цирку і змушують повернутися до музичних занять.
Через деякий час професор зі своїми кращими учнями відправляється для концертних виступів в столицю. Льоня їде серед них. Батько хлопчика, що знаходиться у цей час в Арктиці, слухає блискучий виступ сина по радіо. Старання професора і Льоні не пройшли даром, на концерті хлопчик вражає всіх слухачів своєю грою.

## У ролях
- Олександр Корнет —  Льоня
- Євген Коханенко — Приходько, скрипковий майстер
- Іван Беневельський —  Професор
- Софія Яковлєва —  Мати Льоні
- Іван Кононенко-Козельський — Директор цирку
- Сергій Лапоногов —  Юра
- Г. Байдик —  Піонервожата
- Микола Надемський —  Батько Льоні
- Лазар Воловик —  Клоун Чарлі Чаплін
- Олександр Перегуда — Ковбой
- Григорій Долгов —  Ексцентрик в цирку
- Габріель Нелідов-Френкель —  Ексцентрик в цирку
- Олександр Чистяков — Шпрехшталмейстер
- Гнат Юра — епізод
- Ростислав Орлов — епізод
- Арсеній Куц — епізод

## Знімальна група
- Сценарист: Мойсей Зац
- Режисер-постановник: Лазар Френкель
- Режисер: Віталій Кучвальський
- Композитор: Олександр Крейн
- Оператор-постановник: А. Федотов
- Художник-постановник: Олексій Бобровников
- Звукооператори: Григорій Григор'єв, Андрій Демиденко
- Режисер монтажу: О. Скрипник
- Педагогічний консультант: професор Яків Магазинер